# Toni Elías
Pour les articles homonymes, voir Elias.
Toni Elías, né le 26 mars 1983 à Manrèse, Catalogne, est un pilote de vitesse moto espagnol. Il a remporté le championnat du monde de Moto2 en 2010.

## Biographie

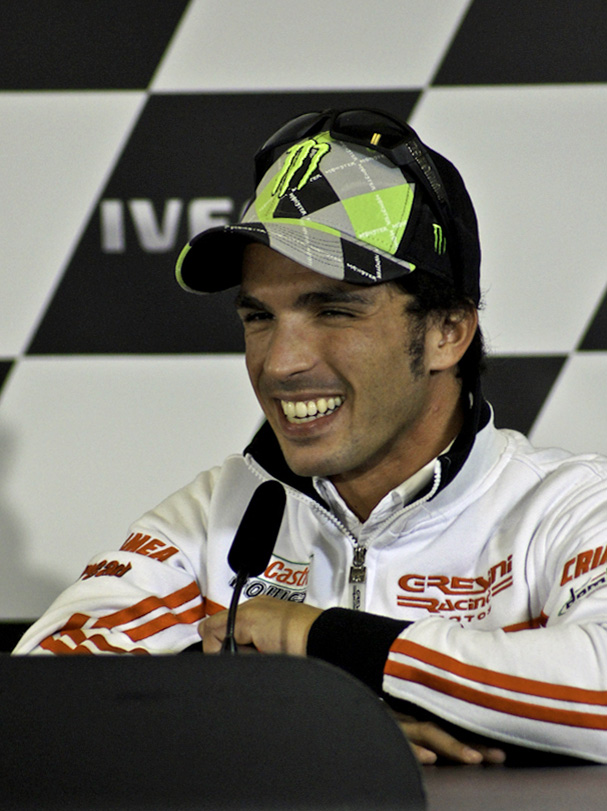
Toni Elias

Débutant en 125 cm³ en 1999, il finit dès 2001 3e du championnat du monde 125 cm3. Passé en 2002 en 250 cm3 ; il remporte son premier grand prix dans cette catégorie en fin de saison dans le grand prix du Pacifique. L'année suivante, il finit une nouvelle fois 3e du championnat du monde, remportant au passage cinq grand prix.
Il remporte un nouveau grand prix en 2004 avant de passer pour la saison 2005 dans la catégorie reine de la MotoGP, dans la même équipe que Marco Melandri chez Honda.
En remportant le 2e Grand Prix de l'histoire de la Moto2 à Jerez lors du GP d'Espagne, Toni Elias rejoint ainsi le cercle très fermé des pilotes ayant gagné dans 4 catégories différentes dont font partie par exemple : Mike Hailwood, Phil Read ou encore Jim Redman.

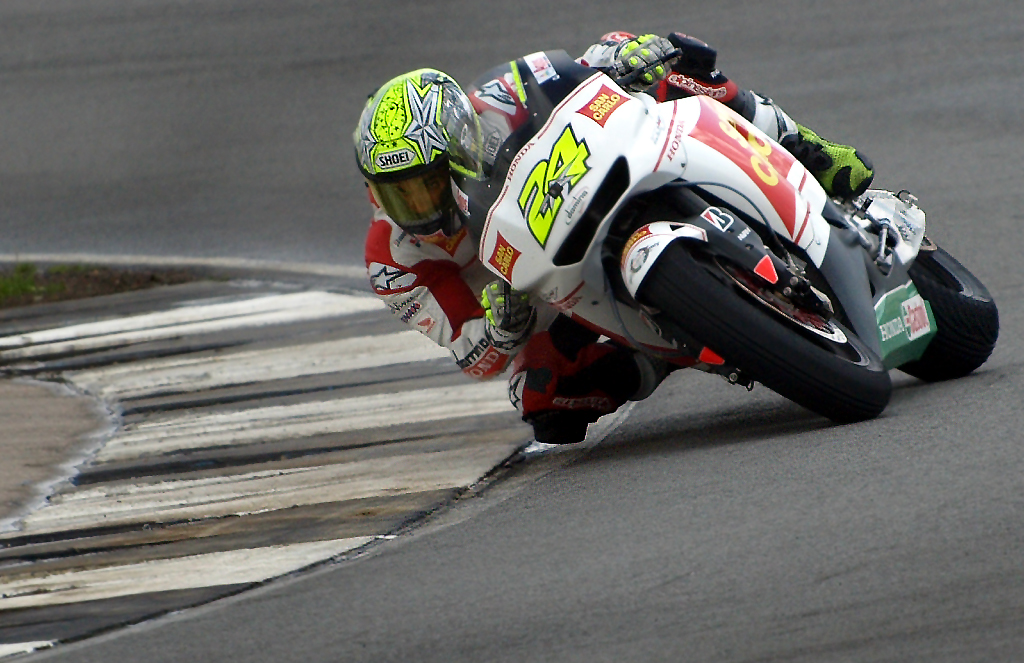
Toni Elias lors du Grand Prix de Grande-Bretagne 2009.

## Statistiques

### Championnat du monde de vitesse moto

#### Par Saisons
| Année | Catégorie | Moto           | Courses | Victoires | Podiums | Pole positions | Meilleurs tours¹ | Points | Classement final |
| ----- | --------- | -------------- | ------- | --------- | ------- | -------------- | ---------------- | ------ | ---------------- |
| 1999  | 125 cm³   | Honda RS125    | 3       | 0         | 0       | 0              | 0                | 2      | 33e              |
| 2000  | 125 cm³   | Honda RS125    | 16      | 0         | 0       | 0              | 0                | 24     | 20e              |
| 2001  | 125 cm³   | Honda RS125    | 16      | 2         | 9       | 4              | 1                | 217    | 3e               |
| 2002  | 250 cm³   | Aprilia RS250  | 16      | 1         | 5       | 0              | 1                | 178    | 4e               |
| 2003  | 250 cm³   | Aprilia RS250  | 16      | 5         | 7       | 5              | 4                | 226    | 3e               |
| 2004  | 250 cm³   | Honda RS250    | 16      | 1         | 8       | 0              | 1                | 199    | 4e               |
| 2005  | MotoGP    | Yamaha YZR-M1  | 14      | 0         | 0       | 0              | 0                | 74     | 12e              |
| 2006  | MotoGP    | Honda RC211V   | 15      | 1         | 1       | 0              | 1                | 116    | 9e               |
| 2007  | MotoGP    | Honda RC212V   | 15      | 0         | 2       | 0              | 2                | 104    | 12e              |
| 2008  | MotoGP    | Ducati GP8     | 18      | 0         | 2       | 0              | 0                | 92     | 12e              |
| 2009  | MotoGP    | Honda RC212V   | 17      | 0         | 1       | 0              | 0                | 115    | 7e               |
| 2010  | Moto2     | Moriwaki MD600 | 17      | 7         | 8       | 3              | 2                | 271    | 1re              |
| 2011  | MotoGP    | Honda RC212V   | 17      | 0         | 0       | 0              | 0                | 61     | 15e              |
| 2012  | Moto2     | Suter MMXII    | 13      | 0         | 0       | 0              | 0                | 50     | 16e              |
| 2012  | Moto2     | Kalex Moto2    | 13      | 0         | 0       | 0              | 0                | 50     | 16e              |
| 2012  | MotoGP    | Ducati GP12    | 3       | 0         | 0       | 0              | 0                | 10     | 24e              |
| 2013  | Moto2     | Kalex Moto2    | 11      | 0         | 0       | 0              | 0                | 22     | 18e              |
| Total |           |                | 223     | 17        | 43      | 12             | 12               | 1 761  | 1 titre          |

#### Par catégorie
| Catégorie | Année                 | 1er GP   | 1er Podium | 1re Victoire | Courses | Victoires | Podiums | Pole | M.tours¹ | Points | Titres |
| --------- | --------------------- | -------- | ---------- | ------------ | ------- | --------- | ------- | ---- | -------- | ------ | ------ |
| 125 cm3   | 1999-2001             | ESP 1999 | FRA 2001   | NED 2001     | 35      | 2         | 9       | 4    | 1        | 243    | 0      |
| 250 cm3   | 2002-2004             | JPN 2002 | NED 2002   | PAC 2002     | 48      | 7         | 20      | 5    | 6        | 603    | 0      |
| MotoGP    | 2005-2009 ; 2011-2012 | ESP 2005 | POR 2006   | POR 2006     | 99      | 1         | 6       | 0    | 3        | 572    | 0      |
| Moto2     | 2010 ; 2012-2013      | QAT 2010 | ESP 2010   | ESP 2010     | 41      | 7         | 8       | 3    | 2        | 343    | 1      |
| Total     | 1999-2013             |          |            |              | 223     | 17        | 43      | 12   | 12       | 1761   | 1      |

#### Courses par années
Les courses en gras indiquent les pole positions, les courses en italique indique le meilleur tour en course
| Saison | Catégorie | Moto     | 1       | 2      | 3       | 4      | 5       | 6       | 7       | 8       | 9       | 10      | 11     | 12      | 13      | 14      | 15      | 16      | 17     | 18     | Pos | Pts |
| ------ | --------- | -------- | ------- | ------ | ------- | ------ | ------- | ------- | ------- | ------- | ------- | ------- | ------ | ------- | ------- | ------- | ------- | ------- | ------ | ------ | --- | --- |
| 1999   | 125 cm3   | Honda    | MAL     | JPN    | SPA 21  | FRA    | ITA     | CAT Ab. | NED     | GBR     | GER     | CZE     | IMO    | VAL 14  | AUS     | RSA     | RIO     | ARG     |        |        | 33e | 2   |
| 2000   | 125 cm3   | Honda    | RSA 23  | MAL 17 | JPN 17  | SPA 16 | FRA 17  | ITA 15  | CAT 8   | NED Ab. | GBR 14  | GER Ab. | CZE 14 | POR Ab. | VAL 15  | RIO 14  | PAC 12  | AUS 12  |        |        | 20e | 24  |
| 2001   | 125 cm3   | Honda    | JPN 16  | RSA 18 | SPA 13  | FRA 3  | ITA 4   | CAT 2   | NED 1   | GBR 2   | GER 2   | CZE 1   | POR 3  | VAL 2   | PAC Ab. | AUS 3   | MAL 6   | RIO 4   |        |        | 3e  | 217 |
| 2002   | 250 cm3   | Aprilia  | JPN 11  | RSA 16 | SPA 10  | FRA 6  | ITA 4   | CAT 10  | NED 2   | GBR 3   | GER 6   | CZE 3   | POR 13 | RIO 5   | PAC 1   | MAL 2   | AUS 5   | VAL 10  |        |        | 4e  | 178 |
| 2003   | 250 cm3   | Aprilia  | JPN Ab. | RSA 8  | SPA 1   | FRA 1  | ITA 6   | CAT 4   | NED 13  | GBR 4   | GER 7   | CZE 2   | POR 1  | RIO 18  | PAC 1   | MAL 1   | AUS 11  | VAL 2   |        |        | 3e  | 226 |
| 2004   | 250 cm3   | Honda    | RSA 8   | SPA 12 | FRA 3   | ITA 6  | CAT 3   | NED 3   | RIO 3   | GER 22  | GBR Ab. | CZE 5   | POR 1  | JPN 2   | QAT 6   | MAL 3   | AUS 5   | VAL 2   |        |        | 4e  | 199 |
| 2005   | MotoGP    | Yamaha   | SPA 12  | POR 14 | CHN 14  | FRA 9  | ITA     | CAT     | NED     | USA 13  | GBR 9   | GER 12  | CZE 14 | JPN 9   | MAL 11  | QAT 8   | AUS 9   | TUR 6   | VAL 10 |        | 12e | 74  |
| 2006   | MotoGP    | Honda    | SPA 4   | QAT 8  | TUR 5   | CHN 11 | FRA 9   | ITA 7   | CAT Ab. | NED     | GBR     | GER 11  | USA 15 | CZE 11  | MAL Ab. | AUS 9   | JPN 6   | POR 1   | VAL 6  |        | 9e  | 116 |
| 2007   | MotoGP    | Honda    | QAT 14  | SPA 4  | CHN Ab. | TUR 2  | FRA Ab. | ITA 6   | CAT Ab. | GBR 12  | NED     | GER     | USA    | CZE 11  | RSM 7   | POR 8   | JPN 3   | AUS 15  | MAL 6  | VAL 10 | 12e | 104 |
| 2008   | MotoGP    | Ducati   | QAT 14  | SPA 15 | POR 12  | CHN 8  | FRA 11  | ITA 12  | CAT DSQ | GBR 11  | NED 12  | GER 12  | USA 7  | CZE 2   | RSM 3   | IND 12  | JPN 16  | AUS 11  | MAL 15 | VAL 18 | 12e | 92  |
| 2009   | MotoGP    | Honda    | QAT 9   | JPN 15 | SPA 9   | FRA 10 | ITA 14  | CAT 18  | NED 12  | USA 6   | GER 6   | GBR Ab. | CZE 3  | IND 9   | SMR 6   | POR 6   | AUS 10  | MAL 7   | VAL 6  |        | 7e  | 115 |
| 2010   | Moto2     | Moriwaki | QAT 4   | SPA 1  | FRA 1   | ITA 5  | GBR 10  | NED 2   | CAT 5   | GER 1   | CZE 1   | IND 1   | RSM 1  | ARA 4   | JPN 1   | MAL 4   | AUS 7   | POR Ab. | VAL 30 |        | 1re | 271 |
| 2011   | MotoGP    | Honda    | QAT Ab. | SPA 9  | POR 11  | FRA 11 | CAT 13  | GBR 8   | NED 10  | ITA 15  | GER 16  | USA 13  | CZE 11 | IND 13  | SMR 15  | ARA Ab. | JPN Ab. | AUS 8   | MAL C  | VAL 10 | 15e | 61  |

## Palmarès
- 1 titre de champion du monde (1 en Moto2 en 2010).
- 2 places de 3e en championnat du monde en 2001 (125 cm3) et en 2003 (250 cm3).
- 223 départs.
- 17 victoires (1 en MotoGP / 7 en Moto2 / 7 en 250 cm3 / 2 en 125 cm3).
- 13 deuxièmes place.
- 13 troisièmes place.
- 12 pole positions (3 en Moto2 / 5 en 250 cm3 / 4 en 125 cm3).
- 43 podiums (6 en MotoGP / 8 en Moto2 / 20 en 250 cm3 / 9 en 125 cm3).
- 12 meilleurs tours en course.

### Victoires en 125 cm³: 2
| Année | Lieu du Grand Prix                    | Circuit            | Ville |
| ----- | ------------------------------------- | ------------------ | ----- |
| 2001  | Grand Prix moto des Pays-Bas          | Circuit d'Assen    | Assen |
| 2001  | Grand Prix moto de République tchèque | Circuit de Masaryk | Brno  |

### Victoires en 250 cm³: 7
| Année | Lieu du Grand Prix           | Circuit                         | Ville                |
| ----- | ---------------------------- | ------------------------------- | -------------------- |
| 2002  | Grand Prix moto du Pacifique | Twin Ring Motegi                | Motegi               |
| 2003  | Grand Prix moto d'Espagne    | Circuit permanent de Jerez      | Jerez de la Frontera |
| 2003  | Grand Prix moto de France    | Circuit Bugatti                 | Le Mans              |
| 2003  | Grand Prix moto du Pacifique | Twin Ring Motegi                | Motegi               |
| 2003  | Grand Prix moto du Portugal  | Circuit d'Estoril               | Estoril              |
| 2003  | Grand Prix moto de Malaisie  | Circuit international de Sepang | Sepang               |
| 2004  | Grand Prix moto du Portugal  | Circuit d'Estoril               | Estoril              |

### Victoires en MotoGP: 1
| Année | Lieu du Grand Prix          | Circuit           | Ville   |
| ----- | --------------------------- | ----------------- | ------- |
| 2006  | Grand Prix moto du Portugal | Circuit d'Estoril | Estoril |

### Victoires en Moto2: 7
| Année | Lieu du Grand Prix                    | Circuit                               | Ville                |
| ----- | ------------------------------------- | ------------------------------------- | -------------------- |
| 2010  | Grand Prix moto d'Espagne             | Circuit permanent de Jerez            | Jerez de la Frontera |
| 2010  | Grand Prix moto de France             | Circuit Bugatti                       | Le Mans              |
| 2010  | Grand Prix moto d'Allemagne           | Sachsenring                           | Hohenstein-Ernstthal |
| 2010  | Grand Prix moto de République tchèque | Circuit de Masaryk                    | Brno                 |
| 2010  | Grand Prix moto d'Indianapolis        | Indianapolis Motor Speedway           | Speedway             |
| 2010  | Grand Prix moto de Saint-Marin        | Misano World Circuit Marco Simoncelli | Misano Adriatico     |
| 2010  | Grand Prix moto du Japon              | Twin Ring Motegi                      | Motegi               |